# Марта, дочь Боэтусея
Марта (Марфа; др.-евр. מרתא‬; «госпожа») — дочь Боэтусея, жена Иисуса (Иошуи бен-Гамалы), который благодаря её богатству добился сана первосвященника второго храма в I веке. Служит в Талмуде типом богатой женщины (Кет., 104а; Сифре к Втор., 24, 17).
Согласно талмудическому рассказу, она, несмотря на огромное богатство, умерла с голода в 70 году во время осады Иерусалима римлянами (Гитт., 56а).
Один из её сыновей отличался необыкновенной физической силой (Сукка 52b.).